# Lonneke Engel
Lonneke Engel (Eindhoven, 14 juni 1981) is een Nederlands voormalig model.
Engel begon op dertienjarige leeftijd als model en werd ontdekt door fotograaf Bruce Weber. Ze werkte dertien jaar voor Ralph Lauren en liep in 1995 haar eerste modeshow voor Chanel. Ze stond in verschillende bladen. Ook is ze te zien in de videoclip van Tiësto's liedje "Love Comes Again". In 2013 stopte ze als model en richtte zich op haar ondernemerschap als gezondheidsdeskundige.